# Mr. Tawky Tawny
El Señor Tawky Tawny es un personaje ficticio, un tigre antropomórfico, que aparece como un personaje de apoyo en las historietas relacionadas con Shazam. Es el mejor amigo de Billy Batson y su hermana, Mary Batson. Apareció por primera vez en Captain Marvel Adventures Vol.1 #79 (diciembre de 1947), creado por Otto Binder y Clarence Charles Beck, publicado originalmente por la editorial Fawcett Comics. Al igual que el resto de los personajes relacionados con Shazam, actualmente forma parte de la editorial DC Comics.

## Historia de publicación
El creador de Shazam, anteriormente conocido como el Capitán Marvel, Otto Binder y el artista C C Beck, diseñaron al personaje recurrente de Tawky Tawny en las páginas de la revista de historietas de Fawcett Comics, Captain Marvel Adventures Vol. 1 #79 (1947), como un tigre humanoide educado que pretende ser aceptado por la sociedad humana. Al ser uno de los amigos más cercanos a la Familia Marvel, Tawny a menudo participa en muchas de sus aventuras. 
En las versiones posteriores del personaje, particularmente la introducida en la década del año 2000, se solía presentar a Tawny más como un Tigre que en su forma antropomórfica, incapaz de hablar. En la versión de la miniserie The Power of Shazam! de Jerry Ordway, fue presentado como un muñeco de peluche, aunque seguía tomando la forma antropomórfica. Con el correr de una serie regular a mediados de la década de 1990 es capaz de hablar gracias a una magia accidental que le otorgó la capacidad para interactuar con los seres humanos.

## Biografía ficticia del personaje

### Entre Fawcett Comics y DC ComicsPre-Crisis
En su primera aparición, el señor Tawny debutó en Captain Marvel Adventures Vol. 1 #79 (1947) había sido originalmente publicado por Fawcett Comics. La historia «Tigre que habla» presentó al Señor Tawny como un tigre humanoide, que tenía la capacidad para hablar, que viajaba desde su lugar de origen, la India, hasta los Estados Unidos, cuyo objetivo era ser aceptado e poder integrarse a la sociedad norteamericana. Aunque hace todo lo posible por ser sociable, la simple presencia de un tigre parlante lograba aterrorizar al público, por lo que el Capitán Marvel (Shazam) se convirtió en su representante para poder intervenir con su relación con los humanos. Gracias a la sabiduría de Salomón fue que Tawny se convirtió en un amigo inseparable del Capitán Marvel. Dado que no buscaba tener problemas, el Capitán Marvel (actualmente Shazam) ayudaba a Tawny a que lograra convertirse en un ser respetable por la sociedad y le ayudó a asegurar un trabajo como guía turístico en el museo local de la ciudad Fawcett.
Tawny se convirtió en adelante en un personaje recurrente en la serie Captain Marvel Adventures, apareciendo como el mejor amigo del Capitán Marvel y de su alter ego, el joven huérfano Billy Batson, hasta la cancelación de dicha serie en 1953. Como un señor respetable, Tawny típicamente vestía un traje Tweed, hablando y actuando de manera digna. Su segunda aparición fue en Captain Marvel and the return of the Mr. Tawny (Captain Marvel Adventures Vol. 1 #82 (1948), en cual se presentó la historia de origen del personaje: Tawny había sido un tigre normal, que había sido acusado de haber causado la muerte de un ser humano. Un concurso fue introducido en las páginas de Captain Marvel Adventures Vol. 1 #90 para que los lectores pudieran enviar sus propuestas para darle un nombre al señor Tawny. Se escogió la propuesta de Mary Garrisi y Pat Laughlin, originarios de Detroit, los ganadores del concurso, para darle finalmente el nombre definitivo de Tawky. Sin embargo, una falta de ortografía había sido deliberada al inicio, puesto que fue llamado erróneamente al principio como Talky, generando una controversia en las páginas de Captain Marvel Adventures Vol. 1 #96.
El escritor de la serie, Otto Binder y su compañero artista, CC Beck, intentaron sin éxito lanzar una historieta en solitario para que fuese protagonizada por el Señor Tawny en 1953.
Tras la cancelación de la historieta Captain Marvel Adventures, la editorial Fawcett Comics empezó a descontinuar toda su línea de cómics de superhéroes cuando comenzó a ser absorbida por National Comics, la precursora de DC Comics, así por el litigio por el problema con los derechos de copyright por la similitud entre Capitán Marvel y Superman. 
Tawny fue revivido más tarde por DC Comics, cuando las historias del universo Fawcett pasaron a formar parte del reparto de personajes de esta editorial durante la década de 1970, lo cual permitió volver a ser publicado dentro de las nuevas aventuras del Capitán Marvel así como de sus reimpresiones.

### DC Comics: Etapa Post-Crisis
Tawky Tawny había estado de vuelta en las aventuras de Capitán Marvel, no sin tener antes una historia fuera de continuidad, luego de los sucesos que llevaron a la serie limitada de la Crisis on Infinite Earths (1985-1986), donde se describió que las historias del universo Fawcett se llevaban a cabo previamente en Tierra-S. Sin embargo, este personaje, junto al resto de los personajes del Universo Fawcett, serían integrado completamente al Universo DC con la serie limitada de DC Comics The Power of Shazam! (1994), escrita por Jerry Ordway y dibujada por Peter Krause, que fue el punto de partida para la publicación de una serie regular en 1995. En la novela gráfica, Tawky Tawny fue reintroducido como un muñeco de peluche, un juguete popular para niños y que le pertenecía a la hermana de Billy Batson, Mary Brownfield; el muñeco jugó un papel clave en la nueva historia de origen post-crisis de Black Adam, pues fue usado para ocultar un collar de escarabajo, que le permitió acceder a sus poderes.
La serie de historietas mensual, que fue publicada posteriormente a la serie limitada, da a conocer como el muñeco con el collar en su interior empieza a adquirir un poder gracias a la intervención del demonio conocido como Lord Satanus, un villano clásico de Superman ahora reintroducido como un hijo del mago, y que le permitió al muñeco cobrar vida propia al transformarse en una criatura antropomórfica llamada Púca, un ser de la cultura celta (The Power of Shazam! Vol.2 #4). Tawny recibió la vida de parte de Satanus para poder ayudar a Billy Batson y a la Familia Marvel a combatir a la hermana de Satanus, Blaze, otra demonio. Bajo el hechizo de Satanus, Tawny sólo fue un ser sensible ante Billy, Mary y el Tío Dudley; todo el mundo sólo veía al personaje como un simple muñeco, muy similar al personaje de la tira cómica de Calvin y Hobbes, y como este personaje veía a Hobbes como un verdadero tigre. Al final de la historia, en The Power of Shazam! Vol. 1 #11, Tawny recibe una apariencia antropomórfica de manera permanente, gracias al héroe Ibis, el Invencible.
Tras la cancelación de la serie regular The Power of Shazam! en 1999, Tawny apareció esporádicamente en varias historias de DC Comics. En la maxiserie limitada 52 #16 (2006), reaparece como huésped en la boda de Black Adam. Durante los acontecimientos de la serie limitada The Trials of Shazam! #10 (2007) Tawny ayuda a Freddy Freeman en la lucha contra Sabina, revelando una nueva habilidad para poder transformarse en un gigantesco y poderoso Smilodon. En Crisis final #6 (2009) Tawnky Tawny se unió al All-Star Squadron para enfrentarse a Kalibak y Tigerman; Tawky mata a Kalibak y gana el liderazgo de los «Tigermen».

#### The New 52yDC: Rebirth
Durante The New 52, un reboot del Universo DC, Tawny fue reimaginado de nuevo y apareció como personaje recurrente en las historias suplementarias de Shazam en Justice League Vol.2 (del número 7 al 21). En estas nuevas historias de origen, Tawny aparece como un tigre normal, que vivía en el Zoológico de la ciudad de Filadelfia, y que era un amigo de Billy Batson. Cuando Billy obtiene sus poderes para convertirse en Shazam, Shazam intentar otorgarle a Tawny el poder de convertirse en un gigantesco Smilodon pero el hechizo es lanzado de manera incorrecta. Más tarde, se revela una versión antropomórfica de Tawky Tawny de un mundo llamado Mundo Salvaje, una dimensión mágica que forma parte de siete reinos mágicos conectados a la Roca de la Eternidad.

## Otras versiones

### Shazam!: La Monstruosa Sociedad de la Maldad
En la miniserie Shazam!: La Monstruosa Sociedad de la Maldad (2007), escrita y dibujada por Jeff Smith, Tawky Tawny fue presentado como un ifrit, una criatura sobrenatural proveniente de Oriente Medio, disfrazado como un ser humano sin hogar que podía tomar la forma de un tigre.

### Flashpoint
En Flashpoint, el universo alternativo de la realidad alterada del Universo DC, Tawky Tawny es el compañero del Capitán Thunder. Aparenta la forma de un tigre ordinario, mantenido por una correa por parte de uno de los seis niños que poseen en parte los diferentes poderes de Shazam.

### Kingdom Come
En la serie limitada Kingdom Come, Tawky Tawny hace una aparición como un ser metahumano miembro de los Jóvenes Titanes.

## Apariciones en otros medios

### Televisión
- Tawky Tawny fue un personaje recurrente y de apoyo en la serie animada The Kid Super Power Hour with Shazam!.
- En la serie de Batman: The Brave and the Bold, Tawky Tawny apareció en los episodios «Poder de Shazam!» y «El Malicioso Mind».
- Tawky Tawny apareció en la serie animada Young Justice en el episodio «Alpha Male». Esta versión es un tigre de bengala genéticamente modificado que Shazam liberó del control mental de Monsieur Mallah.
- Tawky Tawny apareció en la serie de cortos de DC Nation.

### Cine
- Tawky Tawny apareció en el cortometraje animado Superman/Shazam!: The Return of Black Adam (2010), con la voz de Kevin Michael Richardson. Aparece como un vagabundo sucio que llama a Billy Batson «Capitán».
- Se hace referencia a Tawky Tawny en la película de acción en vivo de 2019, ¡Shazam!. En una escena, Shazam le da un gran peluche de tigre a una niña y a su padre durante la batalla en el carnaval de invierno. La mochila de Billy también tiene un parche de tela de un tigre en el bolsillo delantero y Shazam tiene un símbolo de tigre en el frente de su capa, grabado en los discos dorados que la sujetan.